# 聖胡安德蒂瓦斯區
聖胡安德蒂瓦斯區（西班牙語：San Juan de Tibás），是哥斯達黎加的一個區，位於該國中部聖何塞省，始建於1914年7月27日，面積3.38平方公里，海拔高度1,385米，2011年人口21,744，人口密度每平方公里6,433.14人。